# Martin Luther – Ein Leben zwischen Gott und Teufel
Martin Luther – Ein Leben zwischen Gott und Teufel ist eine szenische Dokumentation aus dem Jahr 2003, nach der Buchvorlage von Lew Hohmann.

## Inhalt
Martin Luther wird im Jahre 1483, als Sohn des Hüttenbesitzers Hans Luther, in der Stadt Eisleben, geboren. Er absolviert eine schulische Ausbildung, um dann mit einem Jurastudium zu beginnen. Doch dann gerät er in ein schweres Gewitter, bei dem er schwört, er wolle Mönch werden, sollte er das Gewitter überleben. Er überlebt und tritt 1505 ins Erfurter Augustinerkloster ein. 1510 reist er nach Rom, ist aber wohl in dieser Zeit noch ein ganzer Anhänger des Papstes.
1511 übernimmt er eine Bibelprofessur in Wittenberg. Irgendwann zwischen 1514 und 1517 hat Luther sein bekanntes Turmerlebnis. Er entdeckt im Text des Neuen Testaments einen barmherzigen Gott. Aber bald darauf wird er durch den schamlosen Ablasshandel des Dominikaner Tetzel aufgeschreckt. Tetzel hat versprochen, dass, wenn einer die Jungfrau Maria geschändet oder geschwängert habe, er es mit seinem Ablass vergeben könne. Luther ist erbost und schickt seinem Vorgesetzten 95 Thesen gegen das Treiben mit dem Ablass. Bald darauf verbreiten sich seine Thesen über das ganze Land und die Ereignisse überschlagen sich. Zunächst wird Luther zu einem Verhör in Augsburg geladen. Er soll dort widerrufen, was er verweigert. Dann, nachdem er eine Bannandrohungsbulle öffentlich verbrannt hat, wird er nach Worms vor den Reichstag gerufen. Erneut soll er widerrufen, was er abermals nicht tut. Der Kaiser spricht sodann die Reichsacht aus. Luther begibt sich mit einer Kutsche auf die Heimfahrt nach Wittenberg. Auf dem Heimweg wird er überfallen und auf die Wartburg gebracht. Aber der Überfall war fingiert. Luther befindet sich nun in Sicherheit. Er lässt sich einen Bart wachsen und nimmt die neue Identität Junker Jörg an. Auf der Wartburg übersetzt Luther in nur zehn Wochen das Neue Testament ins Deutsche. Seine Übersetzung des Neuen Testaments wird gedruckt und wird ein voller Erfolg.
Als in Wittenberg Unruhen ausbrechen, kehrt Luther zurück nach Wittenberg. Er schafft es die Bevölkerung zu besänftigen. Aber die Wittenberger Unruhen waren nur ein Vorgeschmack auf das, was noch kommen sollte. 1525 beginnen die Bauern in Thüringen und Franken einen Aufstand. Der Aufstand wird von den Fürsten blutig niedergeschlagen, 6000 Bauern sterben. Luther hatte Partei für die Fürsten ergriffen, wodurch er sich nun im Nachhinein schuldig fühlt. Er ruft aus: „Ich Martin Luther habe im Aufruhr alle Bauern erschlagen, denn ich habe geheißen, sie tot zu schlagen. All ihr Blut ist auf meinem Hals.“ Im selben Jahr, kurz nach dem Bauernaufstand, heiratet Luther die entlaufene Nonne Katharina von Bora. Das erste Kind kommt zur Welt und ist zum Ärger von Luthers Feinden ohne Geburtsfehler. Das Eheleben der beiden wird später Vorbild vieler evangelischer Pastorenhaushalte.
1530 kommt es zu einem neuen Reichstag in Augsburg. Luther hält sich in der nahegelegenen Veste Coburg auf, denn der Bann des Kaisers ist nicht aufgehoben worden und so kann er nicht nach Augsburg reisen. Auf dem Reichstag verliest Melanchthon die Confessio Augustana. Die protestantischen Fürsten, die ein Fünftel des Reiches repräsentieren, bekennen sich zu dieser.
Jahre vergehen, Luther ist mittlerweile alt geworden. Wie viele seiner Zeitgenossen hält auch er die Juden für eine Inkarnation des Teufels. Er schreibt 1543 die fragwürdige Schrift Von den Juden und ihren Lügen. 1546 begibt er sich auf eine Reise nach Eisleben, um dort einen Streit zwischen den Grafen von Mansfeld zu schlichten. In der Nacht vom 17. auf den 18. Februar stirbt Martin Luther in dieser  Stadt, seinem Geburtsort.

## Hintergrund
Die Dokumentation erschien beinahe zeitgleich mit dem Kinofilm Luther von Eric Till und verwendet Ausschnitte daraus. Die Dokumentation lehnt sich damit in weiten Teilen an die Filmhandlung an.
Gedreht wurde an Originalschauplätzen: Wittenberg, Kriebstein, Schloss Rochlitz, Eisleben, Dessau, Erfurt, das Kloster Nimbschen (nahe Grimma), Worms, Eisenach, Rochlitz sowie Rom.
Die Dokumentation wurde erstmals im Rahmen der Sendereihe Die Geschichte Mitteldeutschlands des MDR Fernsehen am 16. November 2003 ausgestrahlt.
Später wurde die Sendung aber auch außerhalb der Reihe mit entsprechend geändertem Vorspann unter dem Titel: Luthers letzte Reise – Ein Leben zwischen Höllenangst und Gottvertrauen auf dem Fernsehsender Phoenix gezeigt.
Im Format Planet Wissen wurde am 1. Juni 2006 in der Sendung: Martin Luther – Ein Mönch gegen Papst und Kaiser eine gekürzte Fassung, die durch Studiogespräche unterbrochen wurde, gezeigt.
Am 20. September 2009 wurde die Dokumentation Katharina von Bora – Nonne, Geschäftsfrau, Luthers Weib ebenfalls von Lew Hohmann erstmals auf dem MDR (im Rahmen der Sendereihe Die Geschichte Mitteldeutschlands) gesendet. Diese Dokumentation zeigt in ihrer Machart große Ähnlichkeiten zu der Dokumentation Martin Luther – Ein Leben zwischen Gott und Teufel. So war hier erneut der Schauspieler Matthias Hummitzsch für die Rolle des Martin Luther verpflichtet worden.

## DVD-Veröffentlichung
- Geschichte Mitteldeutschlands: Martin Luther - Ein Leben zwischen Gott und Teufel. Ottonia Media GmbH